# Camí de l'Edèn
"Camí de l'Edèn" (títol original en anglès "The Way to Eden") és el vintè episodi de la tercera temporada de la sèrie de televisió de ciència-ficció estatunidenca Star Trek. L'episodi va ser escrit per Arthur Heinemann, basat en una història d'Heinemann i D. C. Fontana (utilitzant el pseudònim "Michael Richards"). Va ser dirigit per David Alexander, i es va emetre per primera vegada el 21 de febrer de 1969.
A l'episodi, la Enterprise és segrestada per un grup semblant a hippies obsessionat amb trobar un paradís mític.

## Argument
La nau estel·lar de la Federació Enterprise persegueix el creuer espacial robat Aurora. En intentar escapar, l' Aurora sobrecarrega els seus motors i els seus sis passatgers són transportats amb seguretat a bord de l' Enterprise just quan l' Aurora explota. El grup està format per Tongo Rad, fill de l'ambaixador de Catullan; Irina Galliulin, una coneguda de l'alferes Chekov; el Dr. Sevrin, un destacat investigador en electrònica, acústica i comunicacions; Adam, músic; i dues dones més.
En respostes a les preguntes de Kirk, el Dr. Sevrin diu que el seu destí és el planeta "Eden", i Kirk respon que és un mite. El grup es nega a cooperar amb Kirk, però està impressionat pel primer oficial Spock, que està familiaritzat amb el seu moviment social. Se'ls convenç d'anar a l'Infermeria per a un examen mèdic que revela que el grup està en bon estat de salut, excepte Sevrin, que és un portador asimptomàtic d'un bacteri. Sevrin està quarantena a la cel·la. Admet ser conscient d'això, i creu que és un producte d'entorns artificials, i li diu a Spock que el planeta Eden d'alguna manera el "netejarà". Spock intenta enraonar amb Sevrin i s'ofereix a ajudar-lo a trobar l'Eden a canvi de la seva cooperació, però conclou que Sevrin és boig.
La resta del grup té previst apoderar-se càrrec del vaixell. Després d'organitzar un concert de música inclòs Spock, durant el qual Rad allibera Sevrin, el grup es fa càrrec de Control Auxiliar i posa l' Enterprise en marxa cap a Eden. En arribar al planeta, Sevrin deixa inconscient a tota la tripulació de l' Enterprise amb una freqüència d'ultrasò emesa a través de l'intercomunicador.
Quan la tripulació recupera el coneixement, descobreixen que Sevrin i els seus seguidors han robat una llançadora. Kirk desactiva el dispositiu sonor de Sevrin, i després s'uneix a Spock, el cap mèdicDr. McCoy, i Chekov a la recerca del grup.
La superfície del planeta és exuberant i bella. Tanmateix, tota la vida vegetal segrega un potent àcid, com descobreix Chekov quan toca una flor. L'equip aviat troba l'Adam, estirat mort a causa d'una fruita verinosa. En Sevrin i els altres supervivents es troben llavors a la llançadora, tots amb cremades químiques als peus. Kirk diu que han de marxar, però Sevrin fuig de la llançadora, mossega un dels fruits i mor.
De tornada a l' Enterprise, Irina arriba al pont per acomiadar-se de Chekov. Spock li aconsella a ella i als seus amics que no renuncien a la recerca d'Edèn, ja que creu que el trobaran o crearan un per ells mateixos.

## Doblatge al català
L’episodi va ser doblat al català pels estudis Tecni-3 (primera part) i Diálogo (segona part) i emés a TV3 l’any 1989.
| Personatge                | Actor/actriu       | Veu en català                      |
| ------------------------- | ------------------ | ---------------------------------- |
| James T. Kirk             | William Shatner    | Jordi Boixaderas                   |
| Spock                     | Leonard Nimoy      | Isidre Sola i Llop                 |
| Leonard McCoy             | DeForest Kelley    | Eduard Lluís Muntada               |
| Montgomery Scott 'Scotty' | James Doohan       | Joan Carles Gustems Domènec Farell |
| Nyota Uhura               | Nichelle Nichols   | Glòria Roig Azucena Díaz           |
| Hikaru Sulu               | George Takei       | Jaume Nadal Enric Cusí             |
| Pavel Chekov              | Walter Koenig      | Quim Roca Pep Madern               |
| Christine Chapel          | Majel Barrett      | Ana Maria Mauri Rosa Gavin         |
| Sevrin                    | Skip Homeier       | Joan Crosas                        |
| Adam                      | Charles Napier     | Enric Isasi-Isasmendi              |
| Irina                     | Mary Linda Rapelye | Maria Lluïsa Magaña                |
| Tongo Rad                 | Victor Brandt      | Joaquim Sota                       |
| Tinent Palmer             | Elizabeth Rogers   | Maribel de Soto                    |

## Producció
Originalment, l'obra es titulava "Joanna", i va ser escrita per D. C. Fontana, sent el personatge titular la filla del Dr. McCoy, que es relacionaria sentimentalment amb el capità Kirk. Més tard, es va canviar per Irina, i Chekov es va convertir en el seu afer sentimental.El guió de Fontana va ser tan fortament reescrit que va demanar que se n'eliminés el seu nom i se'n substituís pel seu pseudònim Michael Richards, que també va utilitzar per a l'episodi "Allò que perdura".
En una entrevista del 2009 a The A.V. Club, Charles Napier va recordar l'audició per al paper d'Adam, que va ser el seu primer paper protagonista convidat. Va guanyar el paper saltant sobre una taula i cantant "The House of the Rising Sun" davant d'altres que intentaven el paper.

## Recepció
L'episodi s'ha vist generalment com un dels més fluixos en la història de la sèrie, però la seva representació de personatges que representen la contracultura dels anys 60 ha produït un comentari generalitzat. Zack Handlen de The A.V. Club va donar a l'episodi una qualificació de "C-", descrivint els personatges "hippies espacials" com "massa estranys i irritants perquè els pugui veure amb simpatia" i trobant errors amb el cant, que va descriure com "el pitjor tipus de farciment". Handlen va assenyalar com a aspecte positiu que l'episodi va permetre la veu de la dissidència contra la "utopia" retratada per Star Trek. En el seu compendi de ressenyes de Star Trek, Trek Navigator, Mark A. Altman i Edward Gross van veure l'episodi negativament, descrivint-lo com a mal envellit a causa dels personatges hippie i també assenyalant les parts musicals pobres de l'episodi. Grace Lee Whitney, que havia interpretat a Janice Rand als primers episodis del programa, va descriure l'episodi com a "morralla" a l'igual que un altre episodi de la tercera temporada "El cervell de l'Spock;" i l'actor James Doohan, que va interpretar l'enginyer en cap Montgomery Scott, sovint ho va anomenar "un episodi insignificant".
Diversos escriptors han discutit com l'episodi representa els "hippies de l'espai". Aniko Bodroghkozy va tocar el tema al seu llibre Groove Tube: Sixties Television and the Youth Rebellion. En ell, Bodroghkozy va assenyalar un retrat negatiu i positiu; D'una banda, els seguidors de Sevrin han estat enganyats i han de tornar a la "civilització, aparentment contrits, nens castigats". D'altra banda, van desafiar els suposats beneficis i la superioritat de la Federació, que Bodroghkozy va descriure com una "lectura de la contracultura". Timothy Brown argumenta que el Dr. Sevrin és "un clar substitut de Timothy Leary". Igual que els acòlits de Leary, Charles Manson i altres líders de la contracultura, els seguidors de Sevrin es troben "sota l'encís de líders carismàtics però perillosament fora de pollaguera" i "defensen una generació dels seixanta sota l'esclavitud de l'idealisme enganyat".
El 2015, Wired va suggerir que aquest episodi es podia ometre a la seva guia de maratons per a la sèrie original.
El 2017, Den of Geek va classificar aquest episodi com el "millor pitjor" episodi de Star Trek de la sèrie original, destacant el seu valor d'entreteniment únic.
El 2016, TVline va classificar aquest com un dels vint millors moments de Star Trek, en aquest cas el concert "hippie espacial" a l'infermeria de l'Enterprise.
El 2024 Hollywood.com va classificar Camí de l'Edèn al número 75 dels 79 episodis originals de la sèrie assenyalant que "podria ser una paròdia de Muppet Show".

## Llegat

### AStar Trek
El guió original, tal com va escriure Fontana, hauria proporcionat molts antecedents sobre McCoy, inclòs un matrimoni fracassat que el va portar a Flota Estel·lar (que més tard es va incorporar a la realitat alternativa de la pel·lícula de 2009 Star Trek). La mateixa Joanna va ser esmentada a l'episodi animat de Star Trek "The Survivor". La història de fons de la senyora McCoy es va incorporar més tard a les novel·les no canòniques Planet of Judgment, Shadows on the Sun, Crisis on Centaurus, i també al llibre Star Trek de Marvel Comics (1980), casada amb un vulcanià i encara hostil al seu pare. El McCoy de la història de fons de la realitat alternativa -menys Joanna- també va aparèixer en un número del còmic de continuació basat en la realitat alternativa, Star Trek, publicat per IDW del 2009 al 2013.
En una entrevista del 2009 a The A.V. Club, Charles Napier va recordar que el van convidar a protagonitzar de nou Star Trek, com a part d'una celebració d'aniversari. Va acceptar aparèixer només si podia interpretar un personatge militar i no "tornar a portar aquella samarreta ximple". El seu següent personatge de Star Trek seria el general Denning a l'episodi de Star Trek: Deep Space Nine "Little Green Men".

### En música
Deborah Downey, que va interpretar la cantant rossa "Noia #1", va coescriure la música amb Charles Napier (Adam). Va llançar una versió de la cançó "Heading Into Eden" al seu àlbum Painting Pictures.
El diàleg de l'episodi es va mostrar a la cançó "Starface" (1992) de la banda estatunidenca de heavy metal White Zombie, i al tema "One" (2010) de l'artista sueca de goa / psytrance Trinodia. La línia de McCoy "All this plant life is full of acid, even the grass" va proporcionar el títol de l'àlbum debut d'Alice's Orb: Even The Grass Is Full Of Acid (1992). La cançó "Long time back when the galaxy was new", cantada per Adam i Mavig urant el concert, ha estat interpretada per Gaye Bykers an Acid al seu àlbum de 2001 Everything's Groovy, sota el títol "Golf Trek".

## Llançaments
Aquest episodi es va publicar al Japó el 21 de desembre de 1993 com a part del conjunt complet de LaserDisc de la temporada 3, Star Trek: Original Series log.3. També es va incloure un tràiler d'aquest i dels altres episodis, i l'episodi tenia pistes d'àudio en anglès i japonès. El títol de la portada era スター・トレック TVサードシーズン.
Aquest episodi es va incloure a la caixa de DVD remasteritzada de la temporada 3 de TOS, amb la versió remasteritzada d'aquest episodi.